# Misumenops carletonicus
Misumenops carletonicus är en spindelart som beskrevs av Charles Denton Dondale och James H. Redner 1976. Misumenops carletonicus ingår i släktet Misumenops och familjen krabbspindlar. Inga underarter finns listade i Catalogue of Life.